# روستا (فیلم ۲۰۰۴)
روستا (انگلیسی: The Village) یک فیلم روان‌شناختیِ دلهره‌آور به کارگردانی ام. نایت شیامالان محصول آمریکا است که در سال ۲۰۰۴ منتشر شد.

## داستان
ساکنان روستای کوچک و منزوی قرن نوزدهمی در پنسیلوانیا در کاوینگتون در ترس از «آنهایی که از آنها صحبت نمی‌کنیم»، موجودات انسان‌نمای بی‌نامی که در جنگل‌های اطراف زندگی می‌کنند، زندگی می‌کنند. روستاییان سد بزرگی از فانوس‌های نفتی و برج‌های دیده‌بانی ساخته‌اند که دائماً کار می‌کنند. پس از تشییع جنازه یک کودک، بزرگان دهکده درخواست لوسیوس هانت برای اجازه عبور از جنگل برای دریافت تجهیزات پزشکی از شهرها را رد کردند. بعداً، مادرش آلیس او را سرزنش می‌کند که می‌خواهد از شهرهایی که روستاییان آن را شرور توصیف می‌کنند، دیدن کند. همچنین به نظر می‌رسد که بزرگان رازهایی دارند، یادگارهای فیزیکی را در جعبه‌های سیاه پنهان می‌کنند، ظاهراً یادآور بدی و تراژدی در شهرهایی که پشت سر گذاشته‌اند.
پس از اینکه لوسیوس اقدامی غیرمجاز در جنگل می‌کند، موجودات هشدارهایی را به شکل پاشیدن رنگ قرمز بر روی درهای همه روستاییان می‌گذارند.
آیوی الیزابت واکر، دختر کم‌بینای ارشد ادوارد واکر، به لوسیوس اطلاع می‌دهد که احساسات شدیدی نسبت به او دارد و او محبت‌های او را برمی‌گرداند. آنها ترتیب ازدواج می‌دهند، اما نوح پرسی، مرد جوانی با ناتوانی رشدی ظاهری، لوسیوس را با چاقو می‌زند، زیرا او عاشق آیوی است. نوح در اتاقی حبس می‌شود در حالی که تصمیمی در مورد سرنوشت او در انتظار است.
ادوارد برخلاف میل سایر بزرگان پیش می‌رود و موافقت می‌کند که آیوی از جنگل عبور کند و برای لوسیوس دارو جستجو کند. قبل از رفتن او، ادوارد توضیح می‌دهد که موجودات ساکن جنگل در واقع اعضای جامعه خودشان هستند که لباس پوشیده‌اند و افسانه هیولاها را در تلاش برای ترساندن و منع دیگران از تلاش برای ترک ادامه داده‌اند. دو مرد جوان برای همراهی آیوی به جنگل فرستاده می‌شوند، اما آنها از ترس موجودات تقریباً بلافاصله او را رها می‌کنند. در حین سفر در جنگل، یکی از موجودات به آیوی حمله می‌کند. او آن را فریب می‌دهد تا در یک سوراخ عمیق بیفتد تا مرگش. این موجود در واقع نوح است که یکی از لباس‌ها را پوشیده‌است که پس از چاقو زدن به لوسیوس آن را در زیر تخته‌های اتاقی که در آن محبوس شده بود کشف کرد.
آیوی پس از بالا رفتن از دیوار در لبه جنگل، با یک محیط‌بان در حال رانندگی یک خودروی پلیس مواجه می‌شود که از شنیدن اینکه او از جنگل بیرون آمده‌است، شوکه می‌شود. آیوی فهرستی از داروهایی را که او باید تهیه کند به محیط بان می‌دهد.
محیط بان با رئیس خود صحبت می‌کند، بدون اشاره به برخورد خود با آیوی، و مشخص می‌شود که به جای قرن ۱۹، اوایل قرن ۲۱ است. این دهکده در اواخر دهه ۱۹۷۰ توسط ادوارد واکر که در آن زمان استادتاریخ ایالات متحده آمریکا در دانشگاه پنسیلوانیا بود، تأسیس شد. با استخدام افرادی که او در یک کلینیک مشاوره غم و اندوه ملاقات کرد، آنها به ایجاد مکانی می‌پیوندند که در آن زندگی کنند و از هر جنبه ای از دنیای بیرون محافظت شوند. ثروت خانواده ادوارد یک منطقه حفاظت شده حیات وحش را خرید، کاوینگتون را در وسط ساخت، به یک لشکر تکاور کمک مالی کرد تا مطمئن شود کسی وارد آن نمی‌شود، و حتی به دولت پول پرداخت کرد تا آن را به منطقه پروازممنوع تبدیل کند.
پارکبان داروی درخواستی را از ایستگاه محیط بان پس می‌گیرد و آیوی بی‌خبر از واقعیت به روستا برمی‌گردد.
در طول غیبت او، بزرگان به‌طور مخفیانه جعبه‌های سیاه خود را باز می‌کنند که هر کدام حاوی یادگاری‌هایی از زندگی‌شان در دنیای بیرون، از جمله مواردی مربوط به آسیب‌های گذشته‌شان به عنوان قربانیان جنایت است. وقتی می‌شنوند که آیوی برگشته و یکی از هیولاها را کشته‌است، دور تخت لوسیوس جمع می‌شوند. ادوارد به مادر غمگین نوح اشاره می‌کند که مرگ او به آنها این امکان را می‌دهد که به فریب بقیه روستاییان مبنی بر وجود موجوداتی در جنگل ادامه دهند.

## بازیگران
- برایس دالاس هاوارد در نقش آیوی الیزابت واکر
- واکین فینیکس در نقش لوسیوس هانت
- آدرین برودی در نقش نوح پرسی
- ویلیام هرت در نقش ادوارد واکر
- سیگورنی ویور در نقش آلیس هانت
- برندن گلیسون در نقش آگوست نیکلسون
- چری جونز در نقش خانم کلاک
- سلیا وستون در نقش ویوین پرسی
- فرانک کولیسون در نقش ویکتور
- جین اتکینسون در نقش تابیتا واکر
- جودی گریر در نقش کیتی واکر
- فران کرانتس در نقش کریستوپ کرین
- لیز استاوبر در نقش بئاتریس
- مایکل پیت در نقش سکه فینتون
- جسی آیزنبرگ در نقش جیمیسون
- ام. نایت شامالان در نقش نگهبان پشت میز
- چارلی هوفهایمر در نقش کوین لوپینسکی